# Campeonato Nacional de Albania 1937
El Campeonato Nacional de Albania de 1937 (en albanés, Kampionati Kombëtar Shqiptar 1937) fue la 7ta. edición del Campeonato Nacional de Albania.

## Resumen
Fue disputado por 10 equipos y KF Tirana ganó el campeonato.

## Clasificación
| Pos. | Equipo             | PJ | PG | PE | PP | GF | GC | Dif. | Pts. |
| ---- | ------------------ | -- | -- | -- | -- | -- | -- | ---- | ---- |
| 1    | Tirana             | 18 | 17 | 1  | 0  | 74 | 8  | +66  | 35   |
| 2    | Vllaznia           | 18 | 14 | 1  | 3  | 55 | 15 | +40  | 29   |
| 3    | Besa               | 18 | 10 | 2  | 6  | 49 | 20 | +29  | 22   |
| 4    | Skënderbeu         | 18 | 8  | 2  | 8  | 22 | 31 | -9   | 18   |
| 5    | Bashkimi Elbasanas | 18 | 7  | 3  | 8  | 28 | 28 | 0    | 17   |
| 6    | Bardhyli           | 18 | 6  | 3  | 9  | 22 | 42 | -20  | 15   |
| 7    | Dragoj             | 18 | 4  | 5  | 9  | 18 | 36 | -18  | 13   |
| 8    | Durrësi            | 18 | 4  | 3  | 11 | 13 | 35 | -22  | 11   |
| 9    | Ismail Qemali      | 18 | 3  | 4  | 11 | 10 | 43 | -33  | 10   |
| 10   | Tomori             | 18 | 3  | 4  | 11 | 17 | 50 | -33  | 10   |

## Resultados
| Local/Visita       | BAR  | BEL | BES | DRA | DUR | IQE | SKË | TIR | TOM | VLL |
| ------------------ | ---- | --- | --- | --- | --- | --- | --- | --- | --- | --- |
| Bardhyli           |      | 2-0 | 3-1 | 1-2 | 1–0 | 1–1 | 3-4 | 2–2 | 2-0 | 1-2 |
| Bashkimi Elbasanas | 0-0  |     | 2-0 | 0-0 | 0-0 | 2-0 | 3-0 | 0-2 | 4–1 | 1-3 |
| Besa               | 5-0  | 5-3 |     | 3-0 | 3-0 | 9-1 | 3-0 | 1-2 | 8-0 | 2-0 |
| Dragoj             | 1-2  | 2-1 | 1–1 |     | 4–1 | 1–1 | 1-2 | 1-4 | 2-0 | 0-2 |
| Durrësi            | 2-1  | 1-2 | 0-3 | 1–0 |     | 2-1 | 0-1 | 0-2 | 1–1 | 2-4 |
| Ismail Qemali      | 2-0  | 0–4 | 0-2 | 1–0 | 1-2 |     | 0-0 | 0–4 | 2-1 | 0-0 |
| Skënderbeu         | 2-1  | 0-2 | 2-1 | 1–1 | 1–0 | 5-0 |     | 1–5 | 0-2 | 1-3 |
| Tirana             | 11-0 | 4–1 | 2-0 | 8-0 | 8-0 | 2-0 | 2-0 |     | 5–1 | 4–1 |
| Tomori             | 0-2  | 4-2 | 1–1 | 2–2 | 1–1 | 2-0 | 1-2 | 0-5 |     | 0–4 |
| Vllaznia           | 7-0  | 4–1 | 3-1 | 5-0 | 1–0 | 6-0 | 3-0 | 0-2 | 7-0 |     |